# ヤコブ・コーンフェール
- ヤクブ・コーンフェール
- ヤコブ・コーンフェイル

ヤコブ・コーンフェール（Jakub Kornfeil、1993年4月8日 - ）は、チェコ・南モラヴィア州ホドニーン郡キヨフ出身のオートバイレーサー。

## 経歴

### キャリア初期
2001年、8歳の時からモトクロスレースを始めたコーンフェールは、翌2002年には65ccのミニモタードレースのチャンピオンとなった。その後ミニバイクレース、125ccのロードレース国内選手権等を経て、2008年にはロードレース世界選手権のヨーロッパラウンドでのサポートレースであるレッドブルMotoGPルーキーズカップに参戦、年間ランキング9位を記録した。
翌2009年シーズンもルーキーズカップに参戦を継続、コーンフェールは全てのレースを8位以内で完走、最終戦の地元ブルノ・サーキットのレース2でシーズン3勝目を挙げ、ノルウェーのストゥーラ・ファーガーハウグを2ポイント差で逆転してチャンピオンに輝いた。

### ロードレース世界選手権125ccクラス
ルーキーズカップの2009年シーズン閉幕後、コーンフェールはロードレース世界選手権125ccクラスにデビューを果たした。アレクシ・マスボーに代わりロンシンチームのレギュラーシートを確保し、小山知良をチームメイトに第13戦サンマリノGP以降の終盤5戦に出場した。マシンのパフォーマンスが低かったこともあり、ベストリザルトは第16戦マレーシアGPでの19位に留まりポイント獲得は果たせなかった。
翌2010年シーズンは小山と共にレーシング・チーム・ジャーマニーに移籍、型落ちのアプリリア・RSW125を駆ることになった。ベテランの小山ほどの活躍は残せなかったが、コーンフェールはウェットレースとなった第10戦・地元チェコGPでベストリザルトとなる5位に入賞、年間ランキングでは17位を記録した。
2011年はオンガッタ・セントロ・セタチームに移籍、引き続きRSW125を駆ってフル参戦2年目のシーズンに臨む。

## ロードレース世界選手権 戦績
- 凡例
- ボールド体のレースはポールポジション、イタリック体のレースはファステストラップを記録。

| シーズン | クラス | バイク     | 1      | 2      | 3      | 4      | 5      | 6      | 7      | 8      | 9     | 10     | 11     | 12     | 13      | 14     | 15     | 16      | 17     | 順位 | ポイント |
| -------- | ------ | ---------- | ------ | ------ | ------ | ------ | ------ | ------ | ------ | ------ | ----- | ------ | ------ | ------ | ------- | ------ | ------ | ------- | ------ | ---- | -------- |
| 2009年   | 125cc  | ロンシン   | QAT    | JPN    | SPA    | FRA    | ITA    | CAT    | NED    | GER    | GBR   | CZE    | IND    | SMR 28 | POR 25  | AUS 23 | MAL 19 | VAL Ret |        | NC   | 0        |
| 2010年   | 125cc  | アプリリア | QAT 19 | SPA 14 | FRA 19 | ITA 17 | GBR 20 | NED 15 | CAT 16 | GER 17 | CZE 5 | IND 14 | SMR 16 | ARA 14 | JPN Ret | MAL 14 | AUS 14 | POR 11  | VAL 15 | 17位 | 28       |